# Anopheles maculipalpis
Anopheles maculipalpis är en tvåvingeart som beskrevs av Giles 1902. Anopheles maculipalpis ingår i släktet Anopheles och familjen stickmyggor. Inga underarter finns listade i Catalogue of Life.